# Francesco Somaini (sculpteur suisse)
Ne doit pas être confondu avec Francesco Somaini (sculpteur italien).
Francesco Somaini, né le 14 mai 1795 à Maroggia (Suisse) et mort le 13 août 1855 à Milan (Italie), est un sculpteur suisse.
Somaini crée des sculptures religieuses et profanes, des tombes et des bustes dans le style du classicisme, avant de se tourner de plus en plus vers le vérisme.

## Biographie
Francesco Somaini étudie de 1815 à 1822 auprès de Camillo Pacetti à l'Académie des beaux-arts de Brera (Accademia di Belle Arti di Brera) à Milan. Il travaille comme sculpteur pour la cathédrale de Milan de 1823 à 1839 et crée, entre autres, des statues pour les autels du XVIe siècle de Pellegrino Tibaldi. En 1839, il devient professeur à l'Accademia di Brera, où  figurent entre autres parmi ses élèves Angelo Biella, Giovanni Strazza et son neveu Antonio Galli. Il travaille également comme inspecteur cantonal des écoles du Tessin.

## Œuvre

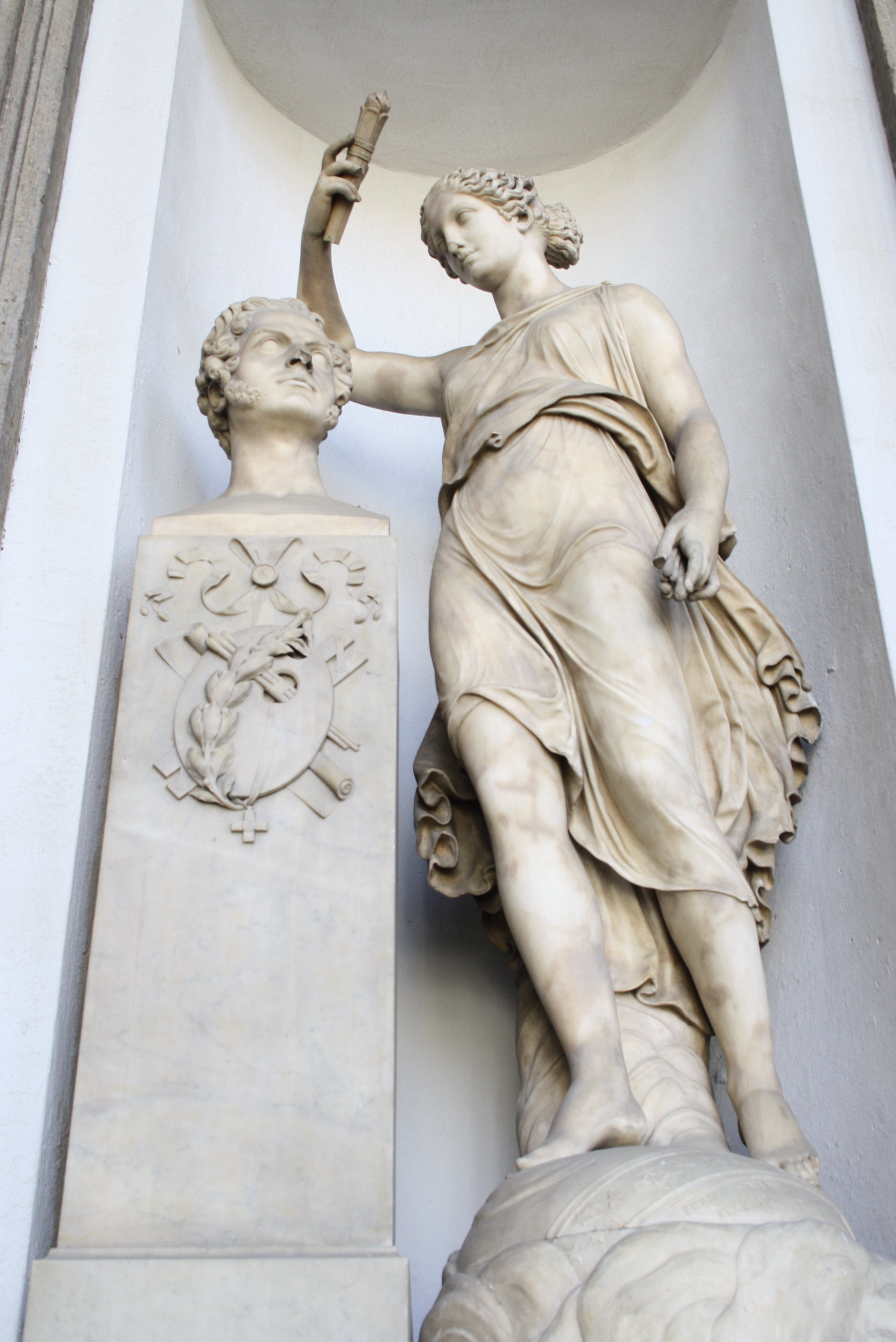
Monument Migliara, Palais de Brera (1846).

- Pignon en relief, église Gran Madre di Dio, Turin, 1827
- Relief de la bataille d'Arcis-sur-Aube, Arco della Pace, Milan, 1830
- Deux reliefs avec des scènes de l'histoire de la ville, Porta Venezia, Milan, 1833
- Monument funéraire de Luigi Cagnola, chapelle Villa Rotonda, Inverigo, 1835
- Groupe de la fontaine Hygieia, ihre Hilfe einem kranken Knaben spendend (Hygie donnant son aide à un garçon malade), Piazza Cavour, Trescore Balneario, 1838
- Monument funéraire de Felice Biella, église Santa Maria del Carmine, Milan, 1841
- Monument à Giovanni Migliara, Palais de Brera, 1846
- Statue de Carlo Giuseppe Londonio, Palais de Brera, 1851
- Statues en stuc des saints et saintes Anne, Joachim, Paulus, Gratus, Blasius et Petrus, église paroissiale de Santi Ambrogio e Teodulo, Stresa, 1853[1]
- Monument funéraire Torriani-Missori, cimetière Gentilino, 1854[2]
- Statue de saint Pierre, église de San Giuseppe, Milan
- Statues du maître-autel, église paroissiale de Maroggia
- Personnages de la façade du Palazzo Civico, Lugano